# Kani (underprefektur)
Kani är en underprefektur i Elfenbenskusten. Den ligger i departementet med samma namn, i den centrala delen av landet, 280 km nordväst om huvudstaden Yamoussoukro.